# Jacobus de Kerle
Jacobus de Kerle (° Ypres 1531 ou 1532 - † Prague 7 janvier 1591) est un compositeur franco-flamand de la Renaissance.

## Biographie
En 1555, il officie en Italie dans un poste à l'église d'Orvieto, soit en tant que chantre-choriste, soit en tant que maître de musique (maître de chapelle).
En 1562, il sert l'archevêque d'Augsbourg à Rome lors de la phase de clôture du Concile de Trente (Italie). Il a été actif à Ypres de 1565 à 1567, mais a assez rapidement pris la direction du chœur de la cathédrale Sainte-Marie d'Augsbourg, avant d'exercer à l'importante abbaye bénédictine de Kempten en 1575.
Encore une fois, il revient aux Pays-Bas, où il est promu chanoine de Cambrai en 1579. Puis il retourne en Allemagne en 1582, toujours en tant que maître de chapelle, cette fois auprès de l'électeur de Cologne. Plus tard, il assurera ces mêmes fonctions à la chapelle de la cour impériale de Prague.
Il a publié huit volumes de motets, des vêpres et des messes. Les pièces commandées par le cardinal d'Augsbourg en 1562 sont dans le style de Giovanni Pierluigi da Palestrina, principal représentant de l'école romaine, et ont influencé les décisions prises par les pères conciliaires au Concile de Trente, ceux-ci ayant souhaité ne pas renoncer à l'écriture polyphonique dans la musique d'église. Leur choix fut assorti d'importantes adaptations, en particulier celles qui mènent à une plus grande clarté et donc à une plus grande rationalisation.